# Bourg-Saint-Andéol
Bourg-Saint-Andéol ist eine französische Stadt mit 7.506 Einwohnern (Stand 1. Januar 2022) im Département Ardèche in der Region Auvergne-Rhône-Alpes. Die Bewohner werden Bourguésans und Bourgésanes genannt.

## Geografie
Die Stadt liegt im Südosten des Bas-Vivarais, am Fuße des Forêt du Laoul und nördlich des Plateau des Gras, am rechten Ufer der Rhône. Ihr Zufluss Conche berührt das Gemeindegebiet im äußersten Nordosten und mündet später in der Nachbargemeinde Saint-Montan. Die nächstgrößere Stadt ist Pierrelatte mit vier Kilometern Entfernung im Département Drôme. Bourg ist Sitz des gleichnamigen Kantons.
Eine Besonderheit der Gemeinde liegt in ihrem Klima, das vom kühlen Mistral geprägt wird, der durch das Flusstal weht. Aufgrund der Lage Bourgs zwischen den Hügeln am Rhôneufer, notiert man jedes Jahr eine Temperaturdifferenz von zwei Grad mit den benachbarten Städten Pierrelatte und Viviers.

## Geschichte

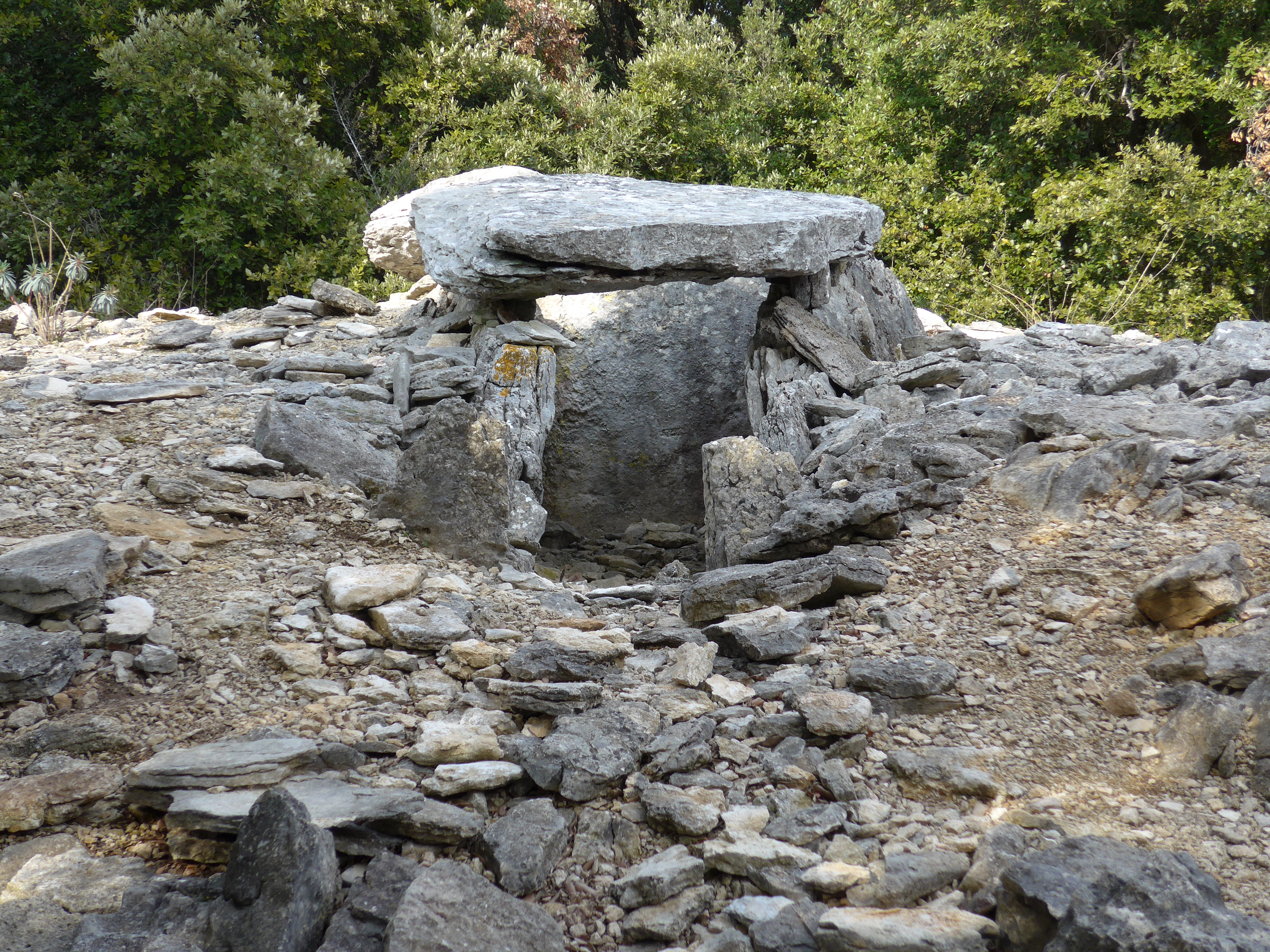
Dolmen im Bois des Géantes

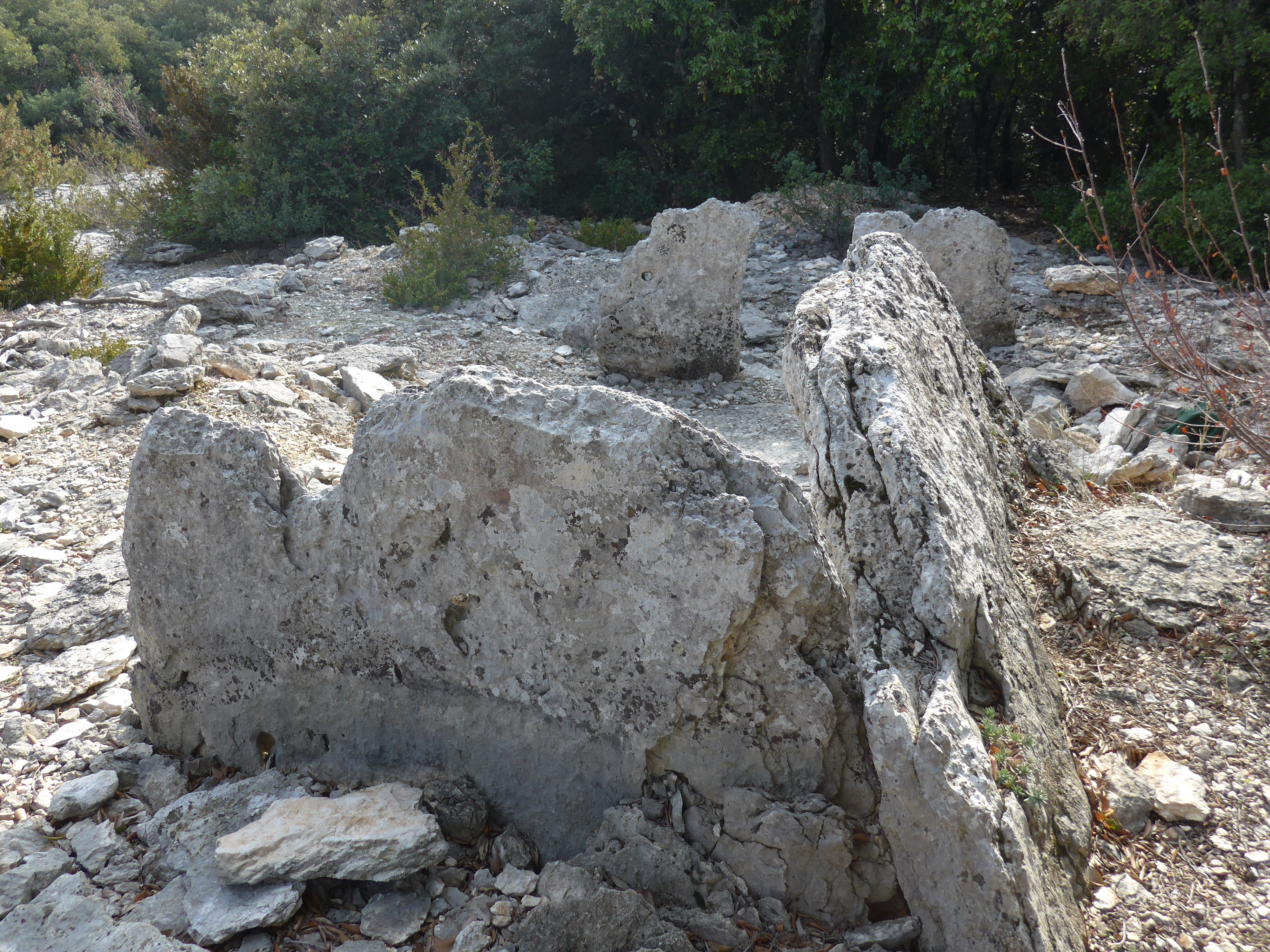
Dolmen im Bois des Géantes

Bourg-Saint-Andéol blickt auf eine lange Geschichte zurück, die bis in die Antike zurückreicht. Davon zeugt unter anderem die Nekropole im Bois des Géantes, die für ihre gut erhaltenen Dolmen bekannt ist. Daneben existieren weitere jungsteinzeitliche Fundorte in der Gemeinde.
Später übernahmen die Kelten das Sagen in der Region und gründeten auf einem Felsen oberhalb der Rhône die Siedlung Bergoiata, deren Namen an die hochgelegene Position der Stadt erinnert. Auch die Römer hinterließen ihre Spuren auf dem Gemeindegebiet.
Den aktuellen Namen des Ortes erhielt die Gemeinde von Andéol aus dem damaligen Izmir, der im Vivarais als Missionar des Christentums tätig war und dafür 208 n. Chr. von den Römern im damaligen Bergoiate hingerichtet wurde.
Nach dem Zusammenfall des römischen Imperiums litt das Gebiet unter dem Einfall der Barbaren gegen Ende des 5. Jahrhunderts, ehe der Ort unter den Bischöfen von Viviers, die hier ihren Sitz hatten, wieder zu Frieden kam. Bis zum 19. Jahrhundert wurde die Stadt von der Familie Nicolaï dominiert, die drei Jahrhunderte lang Präsidenten des fürstlichen Hofes waren.
Während der Französischen Revolution trug die Stadt den Namen Bourg-sur-Rhône, der aber unter Napoleon wieder revidiert wurde.
Am 15. August 1944 bombardierten die Amerikaner im Zweiten Weltkrieg den Ort, was zu erheblichen Schäden an den Gebäuden und historischen Verlusten führte. Trotzdem ist Bourg auch heute noch die Stadt im Département Ardèche mit dem größten Anteil an historischen Monumenten.

### Bevölkerungsentwicklung
| Jahr                       | 1962 | 1968 | 1975 | 1982 | 1990 | 1999 | 2007 | 2016 |
| Einwohner                  | 4400 | 7102 | 6861 | 7400 | 7795 | 7768 | 7333 | 7158 |
| Quellen: Cassini und INSEE |      |      |      |      |      |      |      |      |

## Sehenswürdigkeiten

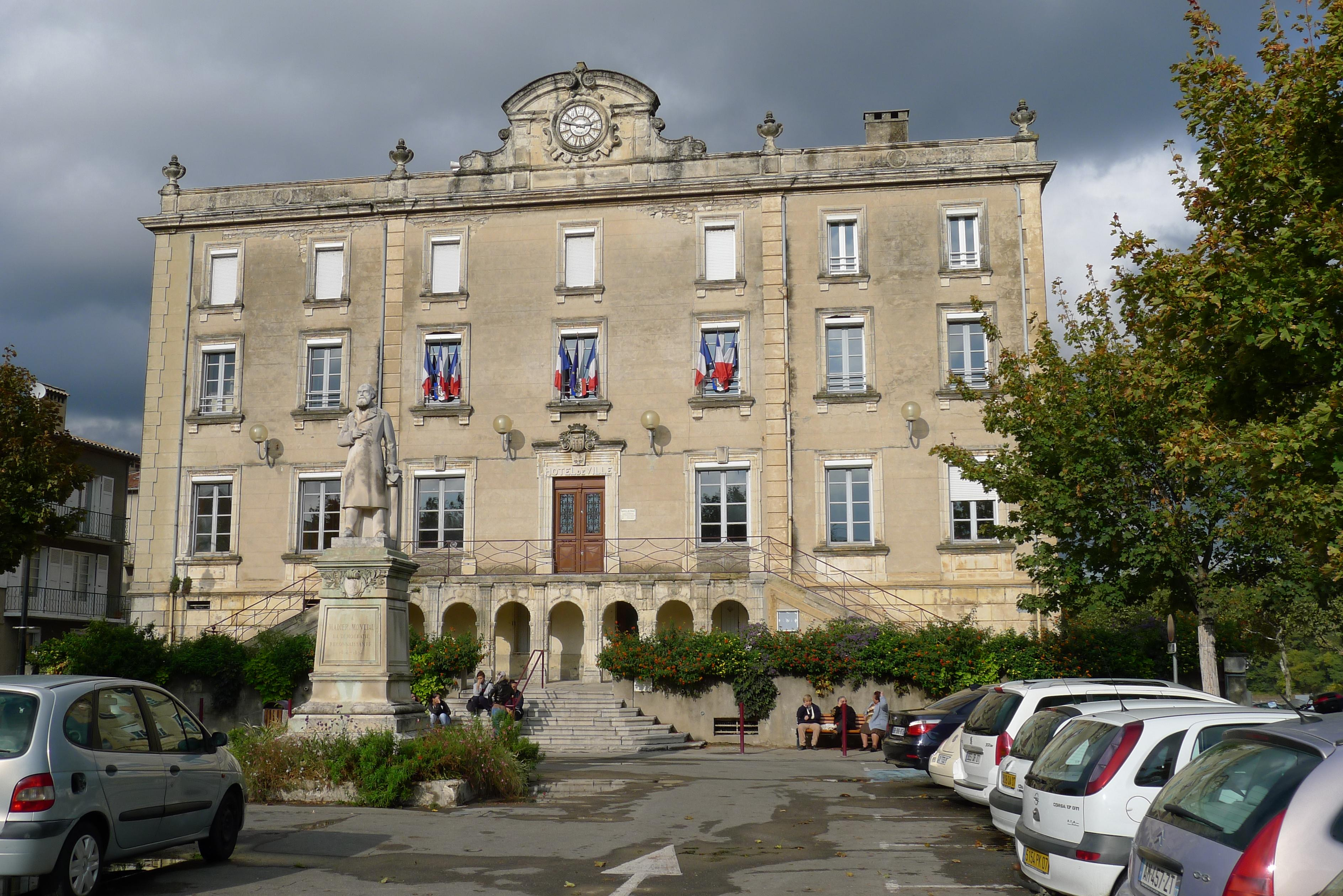
Rathaus (Hôtel de ville)

Bourg-Saint-Andéol ist bekannt für seine historische und gut erhaltene Altstadt, die jedes Jahr zahlreiche Touristen in die Gemeinde lockt. Folgende Sehenswürdigkeiten sind auf der Liste der Monuments historiques in Bourg-Saint-Andéol vermerkt:
- Ein Steinrelief aus dem 3. Jahrhundert, das dem Gott Mithras gewidmet ist und  Beleg für die verschiedenen Kulte innerhalb des Römischen Reiches ist. Es schmückt das Geländer der Fontaine de Tourne, die liebevoll in Grand Goul und Petit Goul unterteilt wird.[2]
- Das alte Stadtviertel, in dem sich Häuser aus dem 16., 17. und 18. Jahrhundert befinden, die durch ihre geschmückten Fassaden, Treppen und Vertäfelungen auffallen. Zu ihnen gehören das Hotêl de Nicolai mit seinem Turm aus dem Jahre 1450, das Hotêl de Balzagette du Charnève, das Hotêl de Digoine aus dem 18. Jahrhundert mit eigenem Springbrunnen und das Hotêl Doyze von 1733, das das Museum der Nähereikunst beheimatet und antike Kleider und Stoffe ausstellt. Außerdem das Hotêl de Gabriac mit seinem Alkovenzimmer aus dem 18. Jahrhundert, das Hotêl Banat de Vilevrain, das Hotêl Pontal de Mégret und das Hotêl Nicolas Girard aus dem 18. Jahrhundert.
- Der alte Bischofspalast, der von Claude Tournon 1540 oberhalb der Rhône erbaut wurde mit Rosengarten und gotischer Fassade. Auffallend sind die großen Schornsteine aus dem 17. sowie die Kapelle aus dem 18. Jahrhundert.
- Die Schlösser Roche-Colombe, Bellevue und Vinsans
- Viele Kirchen, Kapellen und Klöster wie das alte Pfarrhaus oder das Krankenhaus, das in einem ehemaligen Kloster der Franziskaner-Rekollekten untergebracht ist, das 1473 gegründet und im 17. Jahrhundert renoviert wurde. Am bekanntesten ist aber die romanische Kirche Saint-Andéol aus dem 12. Jahrhundert, die 1119 gewidmet und im 19. Jahrhundert restauriert wurde. Einzigartig sind die Holzmalereien aus dem 16. Jahrhundert sowie die Orgel aus dem 17. Jahrhundert. Die Kirche beheimatet einen weißen Marmorsarkophag, der als Grabmal Andéol III. dient.

Weitere bekannte Sakralbauten sind die Kapellen von Saint-Polycarpe mit Einschriften aus dem 9. Jahrhundert, die Notre-Dame-des-Grâces, die Saint-Roch, die romanische Pilgerkirche Notre-Dame-de-Chalon, sowie zwei Oratorien aus dem 17. Jahrhundert. Außerdem bestehen Überreste eines Priorats von Sainte-Foi aus dem 12. Jahrhundert, ein altes Kloster der Salesianerinnen und der Ursulinen aus dem 17. Jahrhundert, das seit der Revolution als Rathaus genutzt wird. Der städtische Tempel liegt am Pilgerweg Saint-André
Eine natürliche Touristenattraktion ist der Forêt de Laoul mit seiner typisch mediterranen Vegetation wie beispielsweise Mandel- und Brombeersträucher.
Ganz in der Nähe befindet sich die Nekropole im Bois des Géantes.

## Wirtschaft

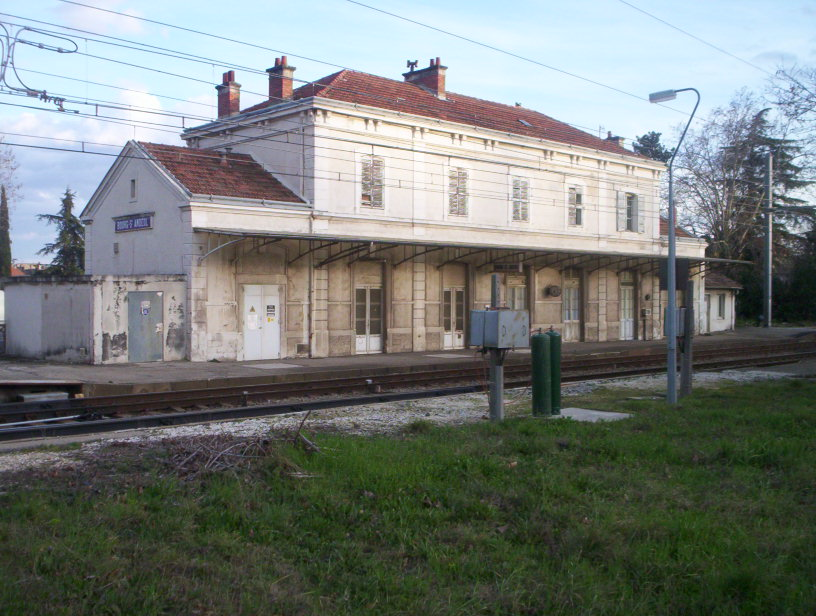
Bahnhof Bourg-Saint-Andéol

Die Rebflächen des Ortes liegen im Weinbaugebiet des südlichen Rhônetals. Die Weine dürfen unter den Herkunftsbezeichnungen Côtes du Rhône sowie der qualitativ strikteren Côtes du Rhône Villages vermarktet werden.

## Partnerstädte
- Monschau, Deutschland
- Albertirsa, Ungarn
- Gaggiano, Italien

## Persönlichkeiten
Die Auflistung ist chronologisch nach Geburtsjahr geordnet.
- Andeolus, französisch: Saint-Andéol (* im 2. Jahrhundert; † 1. Mai 208), christlicher Diakon und Heiliger, Namensgeber von Bourg-Saint-Andéol
- Jean-Baptiste Symon de Solémy (1746–1834), General der royalistischen französischen Armee, in Bourg-Saint-Andéol verstorben
- Marie Rivier (1768–1838), römisch-katholische Ordensschwester und -gründerin, in Bourg-Saint-Andéol verstorben und begraben
- Lena Vandrey (1941–2018), deutsch-französische bildende Künstlerin und Autorin, richtete in ihrer Villa in Bourg-Saint-Andéol das Musée Lena-Vandrey ein
- Pascal Terrasse (* 1964), französischer Politiker, Abgeordneter der Assemblée nationale und Mitglied im Gemeinderat von Bourg-Saint-Andéol